# Кая-но-мия Кунинори
Принц Кунинори из линии Кая (яп. 賀陽宮邦憲王 Кая-но-мия Кунинори Синно:,  1 сентября 1867, Киото — 8 декабря 1909, Киото) — представитель одной из младших ветвей японской императорской фамилии. Основатель новой боковой ветви (окэ) императорского дома в период Мэйдзи.

## Ранняя жизнь
Родился в Киото. Второй из девяти сыновей принца Куни Асахико (1824—1891). Его отец был отпрыском боковой линии императорской фамилии Фусими-но-мия, который был ближайшим советником императоров Комэя и Мэйдзи. Его мать звали Идзумитеи Шизуэ.
Первоначально принц носил имя Ива-но-мия, с 15 марта 1874 года стал титуловаться как Иваомаро. 21 июля 1886 года он изменил своё имя на Кунинори. В отличие от своих братьев, принцев Насимото Моримасы, Хигасикуни Нарухико и Асака Ясухико, принц Кунинори не стал поступать на военную карьеру. Из-за плохого состояния здоровья он был исключен из линии наследования в доме Куни-но-мия 7 марта 1887 года.

## Новая боковая императорская линия
17 декабря 1892 года император Мэйдзи пожаловал принцу Кунинори титул Кая-но-мия и ранг синно (имперского принца). 4 мая 1900 года император поручил ему создать новую боковую линию (окэ) императорской семьи.
Принц Кая Кунинори сменил своего отца на посту верховного жреца (saishu) в синтоистском храме Исэ и занимал эту должность до своей смерти в 1909 году.

## Брак и семья

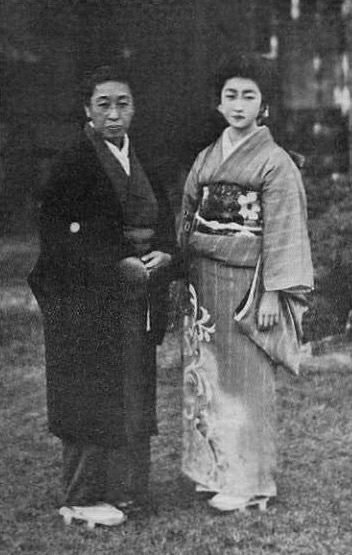
Принцесса Кая Ёсико с дочерью Сакико

26 ноября 1892 года принц Кая Кунинори женился на Дайго Ёсико (7 декабря 1865 — 21 ноября 1941), дочери маркиза Дайго Тадаёри. Принц и принцесса Кая имели четверо детей:
- Принцесса Юкико (由紀子女王, 23 ноября 1895—1946); вышла замуж за виконта Матийири
- Принц Кая Цунэнори (恒憲王, 7 января 1900 — 3 января 1978); женат на Кудзё Тосико, пятой дочери принцы Кудзё Митидзанэ и племяннице императрицы Тэймэй, супруги императора Тайсё
- Принцесса Сакико (佐紀子女王, 30 марта 1903 — 1 сентября 1923); вышла замуж за своего троюродного брата, принца Такэхико Ямасина (1898—1987). Она проживала с мужем в их доме в Юигахаме (Камакура, Канагава) во время Великого землетрясения Канто. Здание рухнуло, погибли принцесса и ее нерожденный ребёнок. Нерожденный ребенок был назван принцем Ямасина Така (山階宮他派王, Ямасина-но-мия Така). Така и его мать погибли во время землетрясения.